# Kümmerniskapelle (Pastetten)

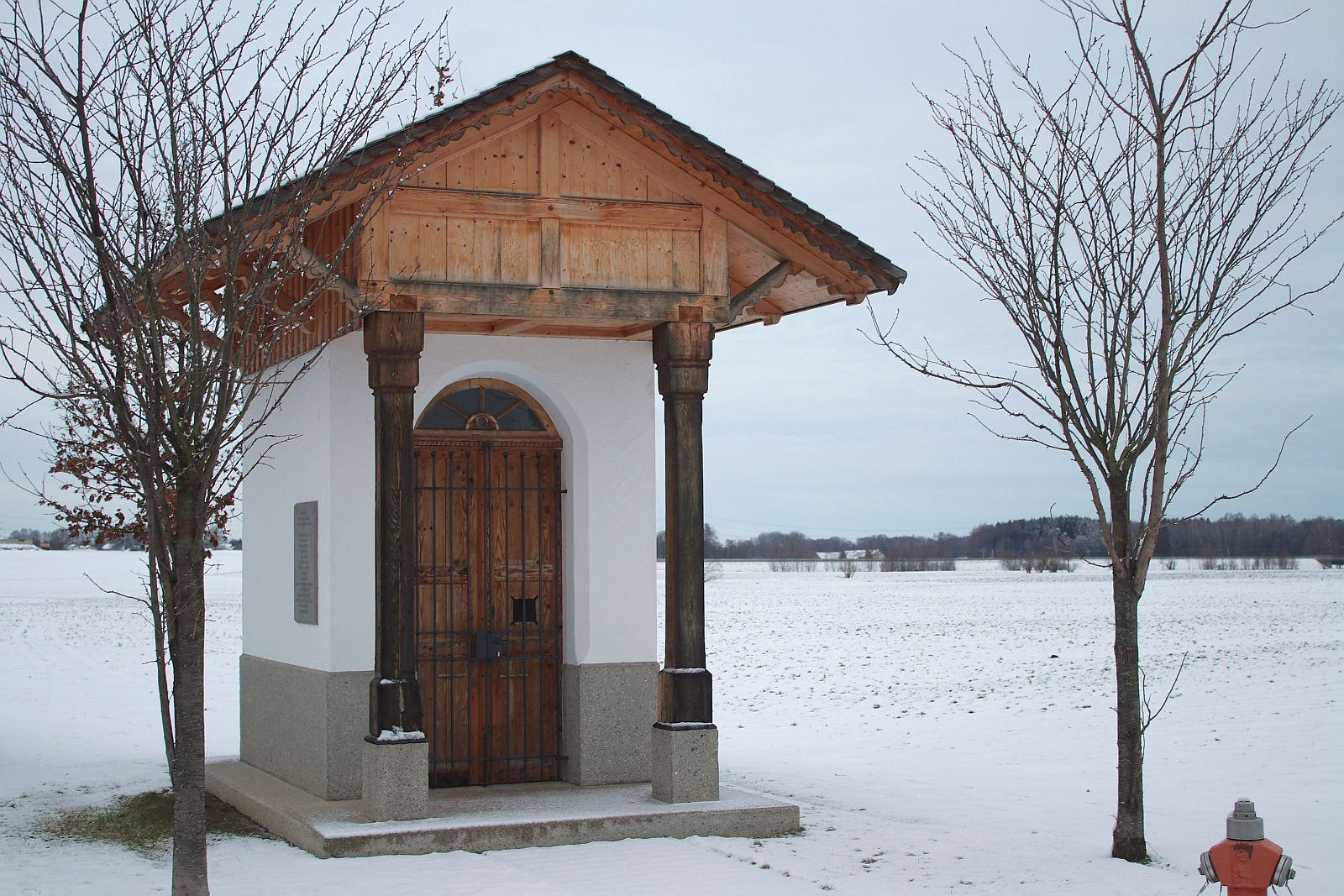
Die Kümmerniskapelle

Die Kapelle St. Kümmernis, Kümmerniskapelle oder im Volksmund Lutzenkapelle ist eine Kapelle in Pastetten im Landkreis Erding in Bayern. Das denkmalgeschützte Gebäude wurde um das Jahr 1870 errichtet, 2014 wurde die Kapelle an anderer Stelle neu errichtet.

## Geschichte
Anders als bei der Lourdes-Kapelle in Pastetten ist der Anlass für den Bau der Kümmerniskapelle nicht bekannt. Ein an anderem Ort noch vorhandenes Votivbild des Heiligen Florian aus der Kapelle erinnert an den großen Brand von Pastetten, dem am 4. April 1850 fünf Anwesen zum Opfer fielen. Möglich wäre auch ein Zusammenhang mit dem Deutsch-Französischen Krieg von 1870/71. Der volkstümliche Name Lutzenkapelle entstand aus dem Hofnamen des ursprünglichen Standortes beim Lutz.

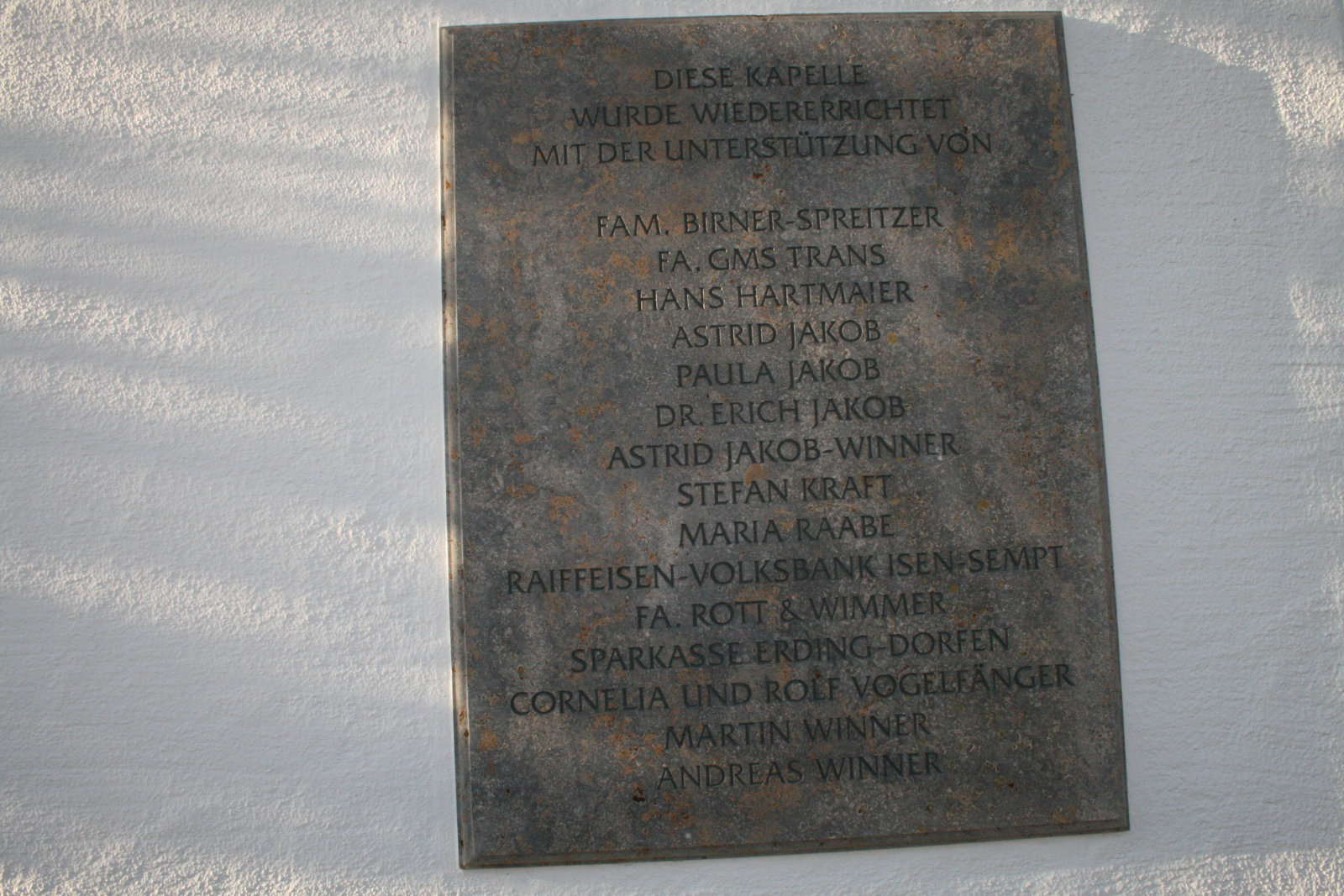
Spendertafel an der wiedererrichteten Kapelle

Bei der Flurbereinigung im Jahr 1970 wurde das Kapellengrundstück zu einem Privatgrundstück. Für die Besichtigung war seither eine Genehmigung der Eigentümer erforderlich.
In den Jahren 2013 und 2014 wurde die renovierungsbedürftige Kapelle abgetragen und an einen neuen Standort auf öffentlichem Grund wieder aufgebaut. Sie steht nun am Ortsausgang Richtung Poigenberg am Rand eines Wohngebietes. Die Maßnahme wurde durch einen Zuschuss des Amtes für ländliche Entwicklung in Höhe von 25.000 € und durch Spenden von Firmen und Privatpersonen in Höhe von insgesamt 29.000 € finanziert. Der Gemeinderat hatte zur Bedingung gestellt, dass der Gemeinde keine Kosten entstehen sollten. Am 8. März 2014 wurde das Richtfest des Neubaus gefeiert.

## Beschreibung
Die Kümmerniskapelle ist ein Flachsatteldachbau mit offenem Vorbau auf Holzsäulen. Der Sockel mit Altarwand ist gemauert. Unter den etwa 150 Kapellen im Landkreis Erding ist die Kapelle ein Unikat. Zum Baudenkmal gehört auch die Innenausstattung. Das Altarbild zeigt die Figur der Heiligen Kümmernis im prächtigen Gewand. Eine Abbildung zeigte einen romanischen Christus.
Die Holzsäulen, der Altar, das Altargitter und die Tür blieben bei Umzug und Restaurierung erhalten, der Rest des Gebäudes wurde neu gebaut, um Kosten zu sparen.
Das Holzdach wurde bei der Wiedererrichtung 2014 mit aufwendig nachgebauten, 40 cm langen und 9 bis 18 cm breiten Lärchenholzschindeln gedeckt.